# Municipio de Jackson (condado de Mercer)
El municipio de Jackson  (en inglés: Jackson Township) es un municipio ubicado en el condado de Mercer en el estado estadounidense de Pensilvania. En el año 2000 tenía una población de 1.206 habitantes y una densidad poblacional de 27.0 personas por km².

## Geografía
El municipio de Jackson se encuentra ubicado en las coordenadas 41°17′00″N 80°07′59″O / 41.28333, -80.13306.

## Demografía
Según la Oficina del Censo en 2000 los ingresos medios por hogar en la localidad eran de $42,574 y los ingresos medios por familia eran $46,136. Los hombres tenían unos ingresos medios de $35,938 frente a los $21,953 para las mujeres. La renta per cápita para la localidad era de $18,326. Alrededor del 5,4% de la población estaban por debajo del umbral de pobreza.